# Санта Джулета
Са̀нта Джулѐта (на италиански: Santa Giuletta; на ломбардски: la Vila, ла Вила) е село и община в Северна Италия, провинция Павия, регион Ломбардия. Разположено е на 78 m надморска височина. Населението на общината е 1626 души (към 2017 г.).